# Massachusetts
Massachusetts, službeno Commonwealth of Massachusetts, savezna država SAD od 1788. i najnaseljenija država u regiji New England te jedna od prvotnih 13 kolonija. Nalazi se u sjeveroistočnom dijelu SAD. Glavni grad je Boston (2020. broj stanovnika u metropolitanskom području je bio 4 941 632).
 Površina Massachusettsa je 21 456 km2. Klima je kontinentalno-atlanska.
 Massachusetts je industrijsko-poljoprivredna država s visokim stupnjem industrijalizacije. Poljoprivredni proizvodi su uglavnom krumpir, voće i duhan. Razvijen je morski ribolov a od stočarstva bave se uzgojem svinja a naročito krava.
 
Glavne industrijske grane su: automobilska industrija, strojogradnja, brodogradnja, tekstilna industrija.

S naseljavanjem današnje teritorije Massachusettsa je krenulo početkom 17. stoljeća, a država je nazvana po starosjedilačkom indijanskom plemenu Massachuset.

## Okruzi (Counties)
Massachusetts se satoji od 14 okruga (counties):
| Okrug                 | Sjedište okruga       | Osnovano              | Populacija            | Površina              |
| Okruzi Massachusettsa | Okruzi Massachusettsa | Okruzi Massachusettsa | Okruzi Massachusettsa | Okruzi Massachusettsa |
| --------------------- | --------------------- | --------------------- | --------------------- | --------------------- |
| Barnstable            | Barnstable            | 1685.                 | 232 411               | 1026 km2              |
| Berkshire             | Pittsfield            | 1761.                 | 128 657               | 2411 km2              |
| Bristol               | Taunton               | 1685.                 | 580 164               | 1440 km2              |
| Dukes                 | Edgartown             | 1695.                 | 21 097                | 269 km2               |
| Essex                 | Salem i Lawrence      | 1643.                 | 807 074               | 1290 km2              |
| Franklin              | Greenfield            | 1811.                 | 71 015                | 1818 km2              |
| Hampden               | Springfield           | 1812.                 | 462 718               | 1601 km2              |
| Hampshire             | Northampton           | 1662.                 | 161 572               | 1370 km2              |
| Middlesex             | Lowell i Cambridge    | 1643.                 | 1 614 742             | 2134 km2              |
| Nantucket             | Nantucket             | 1695.                 | 14 491                | 124 km2               |
| Norfolk               | Dedham                | 1793.                 | 724 505               | 1036 km2              |
| Plymouth              | Brockton i Plymouth   | 1685.                 | 533 003               | 1712 km2              |
| Suffolk               | Boston                | 1643.                 | 771 245               | 150 km2               |
| Worcester             | Worcester             | 1731.                 | 862 029               | 3919 km2              |

## Najveći gradovi
| Grad        | Populacija 2020. |
| ----------- | ---------------- |
| Boston      | 675 647          |
| Worcester   | 206 518          |
| Springfield | 155 929          |

## Etničke grupe
Indijanci pripadaju jezičnom rodu Algonquian, točnije konfederacijama Wampanoag i Pennacook, i nekoliko manjih plemena, viz.: Massachuset, Nauset, Nipmuc, Pennacook (:Agawam, Nashua, Naumkeag, Pentucket, Wachuset, Wamesit i Weshacum.), Pocomtuc, Stockbridge (Housatonic), Wampanoag (Plemena: Agawam, Annawon, Assameekg, Assawompset, Assonet, Betty's Neck, Coaxet, Cohannet, Coneconarn, Cooxissett, Cowsumpsit, Jones River, Loquasquscit, Mattakest, Mattapoiset, Munponset, Nukkehkummeess, Namasket, Patuxet, Piowant, Pocasset, Pokanoket, Saltwater Pond, Shawomet, Shimmoah, Tispaquin, Totoson, Tyasks i Wauchimoqut.).

## Galerija
- Lexington Battle Green
- Boston
- Widener biblioteka na Harward sveučilištu
- Svjetionik luke Edgartown na otoku Martha's Vineyard
- Panorama Bostona